# Allium samurense
Allium samurense är en amaryllisväxtart som beskrevs av Tscholok. Allium samurense ingår i släktet lökar, och familjen amaryllisväxter. Inga underarter finns listade i Catalogue of Life.